# Latzkó Hugó
Latzkó Hugó (Budapest, 1876. február 15. – Budapest, Erzsébetváros, 1932. november 3.) bölcseleti doktor, középiskolai tanár, irodalomtörténész.

## Életútja
Latzkó Henrik érsekújvári születésű bornagykereskedő és Weisz Johanna (Janka) fia. Középiskoláit Budapesten, az angol filológia és irodalomtörténet körébe vágó egyetemi tanulmányait a budapesti, berlini, oxfordi, cambridge-i és párizsi egyetemeken végezte. 1899. szeptembertől a budapesti Kereskedelmi Akadémia tanára, 1908-tól a Keleti Kereskedelmi Akadémia tanára, a tudományegyetemen pedig az angol nyelv lektora volt. Később a budapesti alapítványi zsidó gimnázium tanáraként dolgozott. Szakfolyóiratokban megjelent kisebb tanulmányain és nagyszámú népszerű angol nyelvtanain és szótárain kívül több önálló munkát is írt. Halálát szervi szívbaj okozta. Felesége Herrman Ilona volt, dr. Herrman Sámuel orvos és Hirsch Regina lánya, akivel 1912. május 14-én Budapesten, az Erzsébetvárosban kötött házasságot.

## Munkái
- Johann Elias Schlegel mint eszthetikus és kritikus. Irodalomtörténeti tanulmány. Budapest, 1898. (Doktori dissertatio)
- Schlegel János Illés mint esztetikus és kritikus (Budapest, 1898)
- Ben Jonson (Budapest, 1914)
- Az angol regény a XVIII. században (Budapest, 1914)
- Thomas Heywood (Budapest, 1915)